# Stichting Taalverdediging
De Stichting Taalverdediging is een Nederlandse maar ook in Vlaanderen en Suriname werkzame organisatie die zich bezighoudt met "het verdedigen van de Nederlandse taal en cultuur". In de praktijk kant de organisatie zich tegen wat zij ziet als uitingen van verengelsing en in het onderwijs al te gretig inspringen op globalisering door vakken in het Engels te gaan doceren. Daardoor kant de organisatie zich ook tegen de Akkoorden van Bologna, die behelzen het hoger onderwijs in de Europese Unie te harmoniseren, hetgeen in de praktijk betekent dat het hoger onderwijs steeds meer in het Engels gegeven wordt. De organisatie werd in 2000 opgezet door enkele leden van het Genootschap Onze Taal die vonden dat dit genootschap niet genoeg tegen verengelsing optrad. In april 2001 is de Stichting Taalverdediging opgericht.
De Stichting brengt driemaandelijks een Nieuwsbrief uit waarin regelmatig artikelen van begunstigers, bestuursleden en ondersteuners verschijnen en waarin de abonnees op de hoogte worden gehouden van lobbyactiviteiten en andere activiteiten van de Stichting. Men schrijft met grote regelmaat brieven met klachten en/of suggesties naar organisaties die volgens de stichting door het grijpen naar het Engels het Nederlands ondermijnen of zich niet houden aan voorschriften die het gebruik van het Nederlands moeten waarborgen. Dit geldt zowel in België ten aanzien de taalwetten als de Nederlandse Wet op het primair onderwijs die het Nederlands tot onderwijstaal maakt. Ook voert de Stichting rechtszaken tegen dergelijke organisaties of benadert ze hun besturen. De organisatie was lange tijd in een juridische strijd gewikkeld met de stichting BOOR in de regio Rotterdam en werd in hoger beroep in het ongelijk gesteld: het gerechtshof Den Haag oordeelde dat de stichting BOOR de Nederlandse wetgeving op het punt van de onderwijstaal niet had overtreden met haar (Engelstalige) Early Bird-programma, waarbij op basisscholen enige uren per week onderwijs in het Engels werd gegeven. Bij een poging te bewerkstelligen dat de Koninklijke Marechaussee geen jassen meer zou dragen met het (Engelstalige) opschrift police (politie) werd de stichting door de Raad van State in het ongelijk gesteld.
De organisatie voert ook actie voor het behoud van het Afrikaans in zuidelijk Afrika door in gesprek te treden met Zuid-Afrikaanse vertegenwoordigers, lobbyacties te voeren bij Nederlandse en Vlaamse cultureel verantwoordelijken en brieven in kranten in Zuid-Afrika te schrijven. Zo ging in 2007 het Zuid-Afrikaans jeugdjournaal Kids' News over op ook Afrikaanstalige uitzendingen, nadat Taalverdediging in Zuid-Afrikaanse kranten en bij de Zuid-Afrikaanse ambassadrice daarvoor had gepleit.
De organisatie heeft contacten met de Verein Deutsche Sprache, de Vlaamse Volksbeweging, de Marnixring en met het Vlaamse Taal Aktie Komitee alsmede met ondersteunende personen in verschillende landen.